# 瀧村晴人
瀧村 晴人（たきむら はると）は日本の財務官僚。アジア開発銀行（ADB）首席総裁補佐官。

## 来歴
静岡学園中学校・高等学校から東京大学理科二類（教養学部）に入学。東大理学部数学科に進学し、金融工学を学ぶ。東大理学部数学科卒業。
2004年 財務省入省（国際局為替市場課）。入省時の局長に渡辺博史、課長に山崎達雄。為替市場のうち外貨準備資産の運用に携わる。
2007年6月から2年間、コロンビア大学公共政策大学院へ留学。2009年7月 主税局参事官付国際総括係長。グローバル・フォーラムの設立及びピア・レビュー作業を担当。
2011年 国際通貨基金（IMF）理事補。重要案件について、国際通貨基金（IMF）のスタッフや他国の理事室と議論し、財務省と対処方針を策定した。理事から委任された案件については、理事会の日本席で発言した。2013年 国際通貨基金（IMF）エコノミスト。
2015年7月 大臣官房秘書課財務官室課長補佐。2016年5月に仙台で開催されたG7財務大臣・中央銀行総裁会議で財務官室はロジ（兵站）を担当。「浅川財務官と日常的に接して考えを聞いたり、また、議論を交わしたりできるのは、このポストの特権だった」と述べている。
2017年7月 国際局国際機構課長補佐。2019年7月 主税局参事官補佐。2021年4月1日 主税局参事官補佐兼主税局国際租税企画室長。同年7月6日 アジア開発銀行（ADB）首席総裁補佐。アジア開発銀行（ADB）各部局で専門家である職員と協力しながら、浅川総裁が重要課題に効果的な意思決定ができるよう、総裁の業務を補佐した。

## 略歴
- 2004年4月：財務省入省（国際局為替市場課）[3][4]。
- 2006年：仙台国税局調査査察部。
- 2007年：内閣府政策統括官（経済社会システム担当）付参事官（財政運営基本担当）付。
- 2007年6月：コロンビア大学公共政策大学院へ留学[3]。
- 2009年7月：主税局参事官付国際総括係長。
- 2010年7月：主税局参事官補佐。
- 2011年：国際通貨基金（IMF）理事補。
- 2013年：国際通貨基金（IMF）エコノミスト。
- 2015年7月：大臣官房秘書課財務官室課長補佐。
- 2017年7月：国際局国際機構課長補佐。
- 2019年7月：主税局参事官補佐。
- 2021年4月1日：主税局参事官補佐 兼 主税局国際租税企画室長。
- 2021年7月6日：アジア開発銀行（ADB）首席総裁補佐官。